# Lijst van gemeentelijke monumenten in Hardinxveld-Giessendam
De gemeente Hardinxveld-Giessendam heeft 36 gemeentelijke monumenten. Hieronder een overzicht. 
| Object                                                               | Bouwjaar   | Architect                  | Locatie               | Coördinaten                   | Nr.         | Afbeelding                                                           |
| -------------------------------------------------------------------- | ---------- | -------------------------- | --------------------- | ----------------------------- | ----------- | -------------------------------------------------------------------- |
| Woonhuis                                                             | 1907       |                            | Binnendams 2          | 51° 50' 2" NB, 4° 50' 49" OL  | 0523/199701 | Woonhuis                                                             |
| Opslagplaats/schuur                                                  |            |                            | Binnendams 48         | 51° 50' 1" NB, 4° 51' 0" OL   | 0523/200001 | Upload foto                                                          |
| Woonhuis                                                             | circa 1925 |                            | Binnendams 50         | 51° 49' 56" NB, 4° 50' 31" OL | 0523/199702 | Woonhuis                                                             |
| Woonhuis                                                             | 1875-1900  |                            | Buitendams 32         | 51° 49' 40" NB, 4° 49' 56" OL | 0523/198401 | Woonhuis                                                             |
| Woonhuis in eclectisme stijl                                         | 1850-1900  |                            | Buitendams 77         | 51° 49' 34" NB, 4° 49' 48" OL | 0523/198402 | Woonhuis in eclectisme stijl                                         |
| Woonhuis met Art Nouveau detaillering                                | ca. 1905   |                            | Buitendams 97         | 51° 49' 33" NB, 4° 49' 42" OL | 0523/199703 | Woonhuis met Art Nouveau detaillering                                |
| Schuur, voorheen smederij                                            | 1850       |                            | Buitendams 298        | 51° 49' 33" NB, 4° 49' 20" OL | 0523/199704 | Upload foto                                                          |
| Woonhuis, voorheen boerderij                                         | 1873       |                            | Buitendams 474        | 51° 49' 29" NB, 4° 48' 36" OL | 0523/199705 | Woonhuis, voorheen boerderij                                         |
| Voormalig gemeentehuis, nu bedrijfpand                               | 1940       |                            | Damstraat 24          | 51° 49' 48" NB, 4° 50' 9" OL  | 0523/199706 | Voormalig gemeentehuis, nu bedrijfpand                               |
| Dorpsvilla                                                           | ca. 1905   |                            | Damstraat 36          | 51° 49' 46" NB, 4° 50' 4" OL  | 0523/198403 | Dorpsvilla                                                           |
| Woonhuis/winkelpand in neorenaissancestijl met art deco glas-in-lood | ca. 1900   |                            | De Buurt 26           | 51° 49' 18" NB, 4° 53' 3" OL  | 0523/199720 | Woonhuis/winkelpand in neorenaissancestijl met art deco glas-in-lood |
| Voormalig gemeentehuis, thans winkelpand/opslag                      | ca. 1900   |                            | De Buurt 38           | 51° 49' 18" NB, 4° 53' 4" OL  | 0523/199719 | Voormalig gemeentehuis, thans winkelpand/opslag                      |
| Woonhuis met art-nouveau-voordeur                                    | ca. 1910   |                            | De Buurt 56           | 51° 49' 16" NB, 4° 53' 6" OL  | 0523/199716 | Woonhuis met art-nouveau-voordeur                                    |
| Woonhuis/winkel                                                      | 1726       |                            | De Buurt 73           | 51° 49' 15" NB, 4° 53' 9" OL  | 0523/198407 | Woonhuis/winkel                                                      |
| Mr. Dr. Kolff-gemaal                                                 | 1940       | Ingenieurswerken Bongaerts | Kanaaldijk-zuid 1     | 51° 49' 17" NB, 4° 51' 27" OL | 0523/199707 | Meer afbeeldingen                                                    |
| Voormalig stoomgemaal, nu woonhuis                                   | 1863       |                            | Kanaaldijk-zuid 5     | 51° 49' 20" NB, 4° 51' 36" OL | 0523/198404 | Voormalig stoomgemaal, nu woonhuis                                   |
| Voormalig schoolhuis                                                 | ca. 1860   |                            | Kerkstoep 1           | 51° 49' 18" NB, 4° 53' 5" OL  | 0523/199601 | Voormalig schoolhuis                                                 |
| Hervormde kerk                                                       | 1861       | Itz, G.N.                  | Kerkplein 1           | 51° 49' 19" NB, 4° 53' 6" OL  | 0523/199717 | Meer afbeeldingen                                                    |
| Voormalige pastorie, thans Woonhuis                                  | ca. 1910   |                            | Kerkplein 2           | 51° 49' 20" NB, 4° 53' 5" OL  | 0523/199718 | Meer afbeeldingen                                                    |
| Grafkelder van de familie Wisboom (grafnr XII 131)                   | 1855       |                            | Kromme Gat 12         | 51° 49' 17" NB, 4° 52' 20" OL | 0523/199721 | Grafkelder van de familie Wisboom (grafnr XII 131)                   |
| Woonhuis                                                             | ca. 1905   |                            | Parallelweg 19        | 51° 49' 49" NB, 4° 50' 32" OL | 0523/199708 | Woonhuis                                                             |
| Woonhuis met lijstgevel                                              | ca. 1850   |                            | Peulenstraat 143      | 51° 49' 30" NB, 4° 50' 2" OL  | 0523/199709 | Woonhuis met lijstgevel                                              |
| Woonhuis/kantoor met prieel in art-nouveaustijl                      | 1912       |                            | Peulenstraat 158-158a | 51° 49' 31" NB, 4° 50' 3" OL  | 0523/199710 | Woonhuis/kantoor met prieel in art-nouveaustijl                      |
| Woonhuis met voortuin en hekwerk in art-nouveaustijl                 | ca. 1900   |                            | Peulenstraat 161      | 51° 49' 34" NB, 4° 50' 2" OL  | 0523/199711 | Woonhuis met voortuin en hekwerk in art-nouveaustijl                 |
| Woonhuis met lijstgevel                                              | ca. 1850   |                            | Peulenstraat 164      | 51° 49' 32" NB, 4° 50' 4" OL  | 0523/199712 | Woonhuis met lijstgevel                                              |
| Woonhuis met schilddak en lijstgevel                                 | 1850-1875  |                            | Peulenstraat 176      | 51° 49' 35" NB, 4° 50' 4" OL  | 0523/199901 | Woonhuis met schilddak en lijstgevel                                 |
| Woonhuis                                                             | 19e-eeuws  |                            | Peulenstraat 225      | 51° 49' 39" NB, 4° 50' 1" OL  | 0523/198405 | Woonhuis                                                             |
| Voormalige herberg, nu kantoor, met gepleisterde gevel               | ca. 1800   |                            | Peulenstraat 244      | 51° 49' 43" NB, 4° 50' 1" OL  | 0523/198406 | Voormalige herberg, nu kantoor, met gepleisterde gevel               |
| Woonhuis                                                             | ca. 1910   |                            | Peulenstraat 249      | 51° 49' 41" NB, 4° 50' 2" OL  | 0523/199713 | Woonhuis                                                             |
| Schutsluis                                                           | ca. 1900   |                            | Peulenstraat bij 249  | 51° 49' 42" NB, 4° 50' 2" OL  | 0523/199714 | Schutsluis                                                           |
| Woonhuis                                                             |            |                            | Peulenstraat 251      | 51° 49' 43" NB, 4° 50' 0" OL  | 0523/200301 | Woonhuis                                                             |
| Woonhuis                                                             | ca. 1880   |                            | Peulenstraat-zuid 11  | 51° 49' 26" NB, 4° 50' 17" OL | 0523/199715 | Woonhuis                                                             |
| Voormalige brugwachterswoning                                        | 1906       |                            | Rivierdijk 519        | 51° 49' 17" NB, 4° 51' 27" OL | 0523/199722 | Voormalige brugwachterswoning                                        |
| Schoolmeestershuis                                                   | 1880       |                            | Rivierdijk 533        | 51° 49' 16" NB, 4° 51' 21" OL | 0523/199723 | Schoolmeestershuis                                                   |
| Arbeiderswoning                                                      | 1880       |                            | Rivierdijk 578        | 51° 49' 16" NB, 4° 51' 7" OL  | 0523/198408 | Arbeiderswoning                                                      |
| Bedrijfspand in Amsterdamse School-stijl                             |            |                            | Rivierdijk 616        | 51° 49' 15" NB, 4° 50' 55" OL | 0523/199724 | Upload foto                                                          |